# Diaprograpta peterandrewsi
Diaprograpta peterandrewsi là một loài nhện trong họ Miturgidae.
Loài này thuộc chi Diaprograpta. Diaprograpta peterandrewsi được miêu tả năm 2009 bởi Raven.